# Harcerstwo Polskie na Syberii przy boku 5 Dywizji Syberyjskiej
Harcerstwo Polskie na Syberii przy boku 5 Dywizji Syberyjskiej.

## Geneza
Do rewolucji lutowej 1917 r. Harcerstwo Polskie w Rosji rozwijało się jako organizacja tajna. W trudnych warunkach działały najstarsze drużyny w Kijowie i Samarze. One dostarczały harcmistrzów dla nowo powstających i reaktywowanych drużyn na tereny Rosji europejskiej, Syberię, Kaukaz, Daleki Wschód, a nawet do Azji Środkowej. Z czasem Harcerstwo objęło niemal cały polski „Sybir”. Wszędzie, gdzie istniały kolonie polskie powstawały drużyny harcerskie, między innymi w Permie, Jekaterynburgu, Orenburgu, Czelabińsku, Omsku, Tomsku, Nowonikołajewsku, Krasnojarsku, Irkucku. Pierwszymi organizatorami byli studenci Uniwersytetu Kijowskiego, członkowie Akademickiego Związku „Polonia”: Józef Dybowski i Władysław Niekrasz. W Kijowie powstała Naczelna Komenda Harcerstwa, w składzie; J. Stołychwo, J. Kuszel, S. Radomski – naczelnik Sokoła, N. Niekrasz oraz S. i J. Grzymałowcy.
W czasie I wojny światowej liczba polskich rodzin w Rosji, ustawicznie rosła, byli wśród nich uciekinierzy (przed Niemcami) z Królestwa Polskiego, przymusowo wysiedleni robotnicy i inżynierowie wraz z fabrykami (1915 r.), nie brakowało imigrantów zarobkowych. Przybywali również Polacy ze Lwowa. Liczba chętnych do pracy harcerskiej poważnie wzrosła.
W 1915 r. odbył się w Kijowie I Zjazd Druhów, który wyłonił najwyższa władzę harcerską – Naczelne Kierownictwo Harcerskie (skautowe). Jego naczelnikiem, został druh Stanisław Siedlaczek. Drużyny działały pod ulubionymi patronami: T. Kościuszki, E. Plater, R. Traugutta, J. Poniatowskiego, H. Sienkiewicza, M. Konopnickiej.
Sytuacja Polskiego Harcerstwa w Imperium Rosyjskim, zmieniła się po rewolucji lutowej 1917 r. Drużyny wyszły z ukrycia, zapanował w nich entuzjazm współuczestniczenia w miarę sił w walce o niepodległość Polski. Z ogromną nadzieją Harcerstwo Polskie przyjęło decyzje Rządu Tymczasowego w sprawie Polaków, zezwalające im na opuszczenie wojsk rosyjskich i na tworzenie samodzielnych formacji Wojska Polskiego na terenach Białorusi, Ukrainy, Besarabii, w Odessie, na Kaukazie i Kubaniu. Jednostki te należały do bloku państw alianckich, walczyły z wojskami państw centralnych (i tak było do traktatu brzeskiego).
Nowe warunki wypływające z decyzji Rządu Tymczasowego i niepokojącej sytuacji na froncie rosyjskim-zachodnim, wymagały od Polaków natychmiastowych działań. W czerwcu 1917 r. w Piotrogrodzie, doszło do Zjazdu Wojskowych Polaków, który powołał Naczelny Polski Komitet Wojskowy (Naczpol), a ten natychmiast przystąpił do tworzenia Polskich Korpusów Wschodnich. W ich składzie znaleźli się polscy żołnierze z wojsk rosyjskich, dezerterzy z szeregów wojska niemieckiego i austriackiego. Poważną część Korpusów Wschodnich stanowili legioniści, którzy odmówili złożenia (9 lipca 1917 r.) przysięgi na wierność Niemcom i Austrii.
Naczelny Polski Komitet Wojskowy przejął patronat nad Naczelnym Kierownictwem Harcerskim, traktując je nie tylko jako wartościową placówkę wychowawczą, ale również jako zaplecze kadrowe Wojska Polskiego. Harcerze kijowscy przystąpili do tworzenia nowych drużyn harcerskich w trzech chorągwiach: kijowskiej, moskiewskiej i piotrogrodzkiej. Działali również w okręgu północnym, od Wołogdy do Permu. Tu zasłużył się harcerz druh Leopold Chroma. W stosunkowo szybkim tempie powstały drużyny w Niżnym Tagile, Szaradyńsku, Tomsku, Łyżwie. Rosły szeregi ideowych działaczy harcerskich, którzy swoją pracą dawali wyraz miłości do Polski, tacy jak Szczęsna Szyperska, bracia Marek i Tadeusz Grabowscy, Jerzy Sawicki, Jan Konarzewski, Juliusz Filipkowski.

## 5 Dywizja Syberyjska i Harcerstwo Polskie na Syberii
Korpusy Wschodnie, dzieło Naczelnego Polskiego Komitetu Wojskowego oraz Legionistów Polskich, po rewolucji październikowej znalazły się w beznadziejnej sytuacji. W całym kraju zapanował terror. Rosja zniszczona przez wojnę, dziesiątkowana przez epidemie była zainteresowana pokojem i całkowitym wycofaniem się z działań wojennych i sojuszu z Ententą. Od 9 lutego 1918 były w tej sprawie prowadzone pertraktacje z Niemcami (traktat brzeski). Niemcy i Austria z państw wrogich Rosji, przekształciły się w wyrachowanych przyjaciół. Nowi sprzymierzeńcy Rosji wraz z bolszewikami, przystąpili do likwidacji Korpusów Wschodnich. Krwawe walki były toczone na Białorusi, Ukrainie, w Besarabii.
Korpusy zostały rozbite. Resztki Korpusów Wschodnich wraz z cywilami przedzierały się w kierunku na Murmańsk z nadzieją, że dostaną się do powstających Polskich Sił Zbrojnych na Zachodzie. W tym samym kierunku przedzierał się gen. Józef Haller z II Korpusu Polskiego, z dobrym skutkiem dotarł do Murmańska, stąd do Francji, gdzie został dowódcą Polskich Sił Zbrojnych. Inne oddziały przedzierały się na Kubań, Kaukaz i Syberię. Niemcy po klęsce Korpusów Wschodnich przerzucili znaczna część wojsk na front zachodni. Ententa rozpoczęła współpracę z kontrrewolucją antybolszewicką. Wojska sprzymierzonych ustawicznie ściągały na Syberię, Daleki Wschód i do Azji Środkowej. Celem ich było zatrzymanie rewolucji w granicach Rosji europejskiej.
Wraz z żołnierzami, rozbitkami z Korpusów Wschodnich podążali młodociani patrioci w harcerskich mundurkach. Naczelny Polski Komitet Wojskowy został rozwiązany. Setki żołnierzy i oficerów w kotle bolszewicko-niemiecko-pruskim poniosło śmierć. Wraz z upadkiem polskich struktur wojskowych zakończyło się funkcjonowanie legalnych struktur Harcerstwa Polskiego w Rosji.
Żołnierze polscy podążający na Syberię nie stanowili żadnej formacji wojskowej. Szli głodni, obdarci, przez terytoria rosyjskie nękane epidemiami tyfusu, cholery, dżumy i żółtaczki. Mieszkańcy wsi i osiedli różnie zachowywali się wobec ludzi szukających schronienia na rosyjskiej ziemi. Jedynie liczne kolonie polskie spieszyły rozbitkom z pomocą. W czasie tego beznadziejnego marszu ustawicznie atakowani przez miejscowe bandy Polacy siłę odnajdowali w przeświadczeniu, że wojna wkrótce się skończy, oni zaś będą się cieszyć Polską niepodległą, zjednoczoną i suwerenną.
Część żołnierzy (rozbitków) podążała na Powołże: do Kazania, Samary, Saratowa. Oficerowie i żołnierze szli lądem, płynęli statkami Wołgą, Kamą; jechali koleją na trasie Samara – Ufa. Ustawicznie byli atakowani przez miejscową ludność, która sama nie wiedziała, czy należy do bolszewików, mienszewików czy eserowców. Najczęściej były to grupy chłopskie pilnujące swoich zagród i okradające kogo się da. Żołnierze, aby żyć, nie głaskali mieszkańców, bronią torując sobie drogę na Syberię.
W tych trudnych warunkach powstała konieczność zorganizowania się chociażby do wspólnej obrony przed grabieżami i mordami. W miejsce Naczpol powstał Polski Komitet Wojskowy, na czele z ks. Romanem Tartyłło, późniejszym kapelanem Wojska Polskiego na Syberii. Na całym szlaku pochodu wojsk powstawały miejscowe Legiony Polskie, zakładane przez potomków licznych rodzin, zesłanych na nieludzką ziemię, oraz harcerzy polskich i żołnierzy. W Samarze, obok silnej drużyny harcerskiej, powstał legion Samarski z Jerzym Bandrowskim na czele. Legiony powstały w: Omsku, Semipałatyńsku i Irkucku.

## Na Syberii – praca wychowawcza Harcerstwa Polskiego

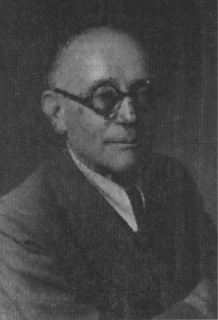
Karol Zaleski

Przy miejscowych Legionach rozwijało się Harcerstwo Polskie. Powstała lokalna i centralna prasa harcerska. Syberia nie była ziemią niczyją, o pobycie na niej decydował wówczas ataman, admirał Aleksandr Kołczak. Stał z Komendą Wojskową w Omsku. Był w stałym kontakcie z kontrrewolucją antybolszewicką i interwencją zbrojną w Rosji Radzieckiej. Rząd eserowsko-mienszewicki Kołczaka, władcy Syberii, zaakceptował powstanie 5 Dywizji Syberyjskiej. Oficjalnie 5 Dywizja Syberyjska powstała latem 1918 r. Dowództwo nad nią, zgodnie z rozkazem gen. Józefa Hallera objął ppłk Walerian Czuma. Naczelną polską władzą wojskową, powołaną na Zjeździe Omskim był Polski Komitet Wojenny z siedzibą w Nowonikołajewsku.
Żołnierze 5 Dywizji Syberyjskiej zostali wyposażeni, przez Misję Francuską, w siwe „hallerowskie” mundury, japońskie karabiny, francuskie działa, karabiny maszynowe Maxima i Colta. Od grudnia 1918 r. 5 Syberyjska podlegała, wraz z innymi wojskami sprzymierzonymi na terenie Syberii, dowódcy koalicji gen. francuskiemu Pierre Maurice Janinowi.
Przy Polskim Naczelnym Komitecie Wojennym została powołana Naczelna Komenda Harcerstwa Polskiego z wybitnym wychowawcą dzieci i młodzieży Karolem Zaleskim na czele. Zaleski zajął się tworzeniem NKHP. Karol Zaleski był żołnierzem 2 Pułku Piechoty Legionów w składzie I Brygady. Walczył w Karpatach. Po klęsce pod Mołotkowem (29 października 1914 r.) dostał się do rosyjskiej niewoli. Przeżył koszmarny jeniecki obóz w Boju, w guberni kostromskiej, następnie został wywieziony do Turkiestanu, do obozu w Skobielewie. Poznał ludzką nędzę, obserwował demoralizację dzieci. Już w Skobielewie często powtarzał, że „Polacy wszędzie gdzie są, powinni się uczyć, bo nowej, odbudowanej Ojczyźnie będą potrzebni mądrzy, moralnie czyści, wykształceni Polacy. Jako że na wolną Ojczyznę należy zasłużyć!”
W Skobielewie, już po amnestii ogłoszonej przez Rząd Tymczasowy, zorganizował drużynę harcerską przy Towarzystwie „Dom Polski”. Jego dziełem było powstanie ochronki i szkoły dla polskich dzieci. Zruszczone dzieci wychowywał przez żywe słowa, płynące ze sceny Harcerskiego Teatru. Budował w ich sercach miłość do Ojczyzny przedstawieniami: Wieczór Kościuszkowski, Latarnik, Kordian, wieczór polskiej poezji. Powodzeniem wśród młodych słuchaczy cieszyły się wiersze Zaleskiego, patriotyczne, pełne optymizmu i szacunku dla człowieczeństwa; tu powstał wiersz: „Do harcerzy polskich w Skobielewie”. W liście do rodziny, po mianowaniu na naczelnika Naczelnej Komendy Harcerstwa Polskiego na Syberii, napisał: Wydostałem się z tortury duchowej. Dostałem się w centrum pracy harcerskiej, jednej z najpiękniejszych o jakich marzyłem.
Zgodnie z wytycznymi Polskiego Komitetu Wojennego z dnia 18 kwietnia 1919 r., zabrał się energicznie do budowy struktur Naczelnej Komendy Harcerstwa Polskiego na Syberię. W jej skład wchodzili: druh Julian Kozłowski – harcmistrz z Irkucka, późniejszy cichociemny; sekretarz – druh Z. Dworzański – harcmistrz z Orenburga; skarbnik – Wł. Zdek – pedagog ze Lwowa.; referent – K. Zaleski; członkowie komendy druhowie: J. Filipkowski – harcerz z Samary i I. Chruszczyński – harcmistrz z Irkucka. Tuż po zorganizowaniu NKHP, Zaleski zawiadomił syberyjskich Polaków o powstaniu harcerskiej organizacji, prosząc jednocześnie o materialne i moralne wsparcie dla Harcerstwa Polskiego. Wkrótce Naczelna Komenda Harcerstwa Polskiego na Syberię miała dwie centralne gazety: „Harcerz Polski na Syberii” (wydawany w Nowonikołajewsku) i „Harcerz Polski w Azji” (wydawany w Harbinie). Wiele drużyn posiadało własne, lokalne pisemka, utrzymywane najczęściej ze składek harcerskich. Pisma centralne harcerskie były finansowane przez Polski Komitet Wojenny.
Już w I numerze „Harcerza Polskiego na Syberii”, wychodzącego w Nowonikołajewsku, Zaleski wzywał młodych ludzi do pracy harcerskiej i do wstępowania do 5 Dywizji Syberyjskiej. Pisał: „W Harcerstwie młodzież ma okazję pokochać język ojczysty, poznać dzieje Polski, polską literaturę, zmyć z siebie znienawidzone zruszczenie, które długoletnią niewolą zatruwały charakter narodowy, (…) i świetne tradycje szkolnictwa polskiego”. Wkrótce na łamach pism harcerskich pojawiły się teksty nie tylko żołnierzy, ale przede wszystkim teksty harcerzy, były to wspomnienia ze zbiórek harcerskich.
Druh Bogusław Girtler, w „Harcerzu Polskim…”, podzielił się przeżyciami ze zbiórki Drużyny Harcerskiej w Samarze, reaktywowanej w 1917 r. „jak pamiętam ten jesienny wieczór. Deszcz lał za oknami, a my siedzieliśmy na lekcji języka polskiego, w szkółce przy kościele, Filipkowski zamknął drzwi i prosił nas, by to o czym teraz mówimy, pozostało tylko między nami. Przyrzekliśmy mu to, dopiero wówczas zaczął nam opowiadać o tym, że jest harcerzem (skautem) z kraju, i razem z druhem Krawczykiewiczem mają zamiar zorganizować drużynę harcerską na naszym terenie. Zapisaliśmy się wszyscy do drużyny. Na czele Drużyny Samarskiej stanął druh Krawczykiewicz, naszym zastępowym został druh Filipkowski.(...) Idąc do domu, całą drogę byłem pod wrażeniem rycerzy polskich. Stawały mi przed oczyma obrazy z konspiracji powstańców styczniowych z 1863 r. i rosyjskich dekabrystów (...).” Girtler sporo uwagi poświęcił ulicom: ul. Aleksiejewskiej i Lwa Tołstoja, gdzie po raz pierwszy w życiu „usłyszał polską komendę”. Z licznych harcerskich wpisów, można odtworzyć atmosferę harcerskich zbiórek. Samarska Drużyna najczęściej organizowała zbiórki w Strykowskim Ogrodzie, w alei nad Wołgą. Harcerze często przepływali promem na drugi brzeg Wołgi, do guberni symbirskiej i tam, wśród lasów i łąk przeprowadzali harcerskie podchody, gry sprawnościowe, śpiewali patriotyczne pieśni, układali wspólnie wiersze i piosenki.
22 czerwca 1919 w Nikołajewsku został utworzony obóz harcerskie dla chłopców i dziewcząt. K. Zaleski nie ustawał w wychowywaniu, dawał temu wyraz w „Harcerzu Polskim na Syberii”, gdzie między innymi napisał: „Wzorowym wychowaniem dzieci i młodzieży najłatwiej i najpewniej można zmyć straszliwą zgniliznę duchową i moralną, naniesioną przez lata zaborów. Biciem, poniżającymi karami, prośbą ani groźbą nie można wychowywać. (…). Młodzież trzeba zainteresować tym co ona lubi, a zatem zabawami, zajęciami technicznymi, wycieczkami. Wychowawca nigdy nie powinien lekceważyć dziecięcej fantazji, chęci wyróżnienia się, ambicji, wstydu, ciekawości świata, zręczności, uśmiechu, wesołości, umiłowania przyrody.”
K. Zaleski zwracał uwagę na różnicę zainteresowań harcerek i harcerzy, zalecał zróżnicowanie zajęć, na męskie i żeńskie. Harcerze spełniali często funkcję łączników między oddziałami WP. Na zbiórkach harcerskich podejmowano tematy związane z powrotem Polaków do Ojczyzny. K. Zaleski zabiegał o patriotyczne, pisemne materiały dla licznych harcerskich dyskusji. Ogromnym zainteresowaniem cieszył się artykuł Zaleskiego „Polska niepodległa” (1918). Wybitny wychowawca napisał: „Przeżywszy olbrzymi, dziejowy moment, który oślepiającym blaskiem i oceanowym hukiem, oszołomił nas, że sobie sprawy z niego zdać nie umiemy. Polska żyje !! ! Czy temu słowu zajrzeliście w duszę?(…) Służcie ojczyźnie, jak umiecie najlepiej!(…) Ta utęskniona ziemia polska-zniszczona dziś srodze. Trzeba ją odbudować z gruzów i popiołów, osuszyć łzy nędzy i smutku., trzeba nad nią zanucić pieśń szczęśliwą.” Ten artykuł znali i pokochali harcerze z Nowonikołajewska, z Tomska, Jekaterynburga, Kaińska, Czelabinska, Barnaułu, Tiumienia, Irkucka, Omska, Krasnojarska (…) w oparciu o ten artykuł organizowali zbiórki poświęcone „Ukochanej, Niepodległej Polsce, naszej Ojczyźnie.”
Patriotyczne artykuły zamieszczał druh Wł. Zdek (nauczyciel ze Lwowa). W artykule „Idź i czyń” w 1919 r. napisał: „Polsce będą potrzebni żołnierze (…) pielęgniarze dla inwalidów i dla chorych. Trzeba będzie w kraju stanąć do solidnej, ale szarej, codziennej pracy – stanie do niej harcerz nasz. (…). Za wiele mamy dziś w Polsce, mędrków, rezonerów, reformatorów wiecowych, za mało pracowników wczuwających się w potrzeby społeczeństwa.”
Harcerze z Tomska nawoływali do moralnej odnowy pisali: „My młodzi Polacy i Polki, dzieci zmartwychwstałej Ojczyzny, musimy powrócić do kraju zdrowymi ciałem i duchem, obeznani z historią, literaturą, dążeniami naszego narodu. W przeciwnym razie prócz wstydu, hańby i zgorszenia nic Polsce przynieść nie będziemy w stanie.” W wielu harcerskich artykułach wiek XX na Syberii to „wiek rozpusty, próżniactwa, zatracenia wszelkiego poczucia obowiązku wobec Boga. Ojczyzny i bliźnich”. Druh Górski z Tomska, na pytanie, jak sobie wyobraża Polskę napisał: „Polska to ziemia milionów polskich czerwonych maków, rozrzuconych po polach bławatków, bzów, koników polnych, koncertu żab, szumu drzew i pól szmeru.(…) Być dobrym Polakiem, znaczy kochać Polskę, kraj między Morzem Bałtyckim a Karpatami, pełnym drogocennych pamiątek z Krakowem i Warszawą (…).”
Na Syberii powstawały młodzieńcze wiersze, jak ten napisany przez druha J. Wierzbickiego, zamieszczony (30 maja 1919 r.) w Harcerzu Polskim na Syberii. Oto fragment:

Bądźmy bez skazy, jako rycerze,

Zrzućmy żądz, uciech chwilowych, pęta,

Byśmy urośli Polscy harcerze,

Polskiego Orła – godne orlęta.

Żołnierze 5 Dywizji oraz Harcerze organizowali kursy instruktorskie i obozy harcerskie, najczęściej w okolicach Dowództwa 5 Dywizji Syberyjskiej, czyli Nowonikołajewska. Harcerze pod opieką żołnierzy z „Syberyjskiej”, zdobywali umiejętności i sprawności w dziedzinach: techniki, pionierki, terenoznawstwa, sygnalizacji, ratownictwa, higieny, topografii, przyrody i gimnastyki. Uczestniczyli w tzw. lekcjach z ideologii narodowej i chrześcijańskiej, literatury polskiej, geografii i wychowania narodowego. Drużyn harcerskich stale przybywało, wszelkie zbiórki i obozy cieszyły się wzrastającym powodzeniem. Harcerze przygotowywali się do wymarszu do Ojczyzny.
Gorzej było z ochotnikami do 5 Syberyjskiej, owszem było zainteresowanie mundurami, bronią, zbiórkami, polskimi komendami, przychodzili, dotykali, ale nie wstępowali. Jedynie młodzi mężczyźni, nie obarczeni rodzinami, w fantazyjnych „mundurach” zasilali szeregi WP.
Na zbiórkach harcerskich ustawicznie dyskutowano nad przygotowaniem się do życia w Ojczyźnie. Harcerze zastanawiali się nad pytaniem: kto jest godzien wrócić do Polski. Padały pytania: „kto jest dobrym Polakiem?”, „Czym jest czyn, kiedy niekarnie poniewiera wartościami życia własnego i publicznego?”
Druh Brzoza na łamach „Harcerza Polskiego…” pisał o pięknie przyrody polskiej (której nigdy nie widział). Czesław Kłos z Kustanaj wiele uwagi poświęcił karności i odpowiedzialności, napisał: „Brak karności naszych przodków, pozbawił Rzeczpospolitą niepodległości, a brak karności u nas samych, jest powodem niezliczonych rozdźwięków, chociażby w naszym wygnańczym życiu na Syberii.”
Stale rozwijające drużyny harcerskie dowodziły, że na Syberii rozpoczęło się polskie odrodzenie. Harcerze syberyjscy z ochotą uczyli się w szkółkach polskich języka polskiego i dziejów bohaterów polskich. W mniejszym stopniu owo odrodzenie znajdowało zwolenników wśród rodzin zruszczonych, pogodzonych z losem, wyleczonym ze wszystkiego co polskie. Żołnierskie i harcerskie starania wywołania na Syberii polskiego powstania, zorganizowania liczącej się, wielkiej duchem i ilością Polskich Sił Zbrojnych, nie ziściły się. Płk. Walerian Czuma przewidziany na wodza naczelnego tego spodziewanego olbrzymiego wojska, musiał się zadowolić istnieniem 5 Dywizji, której komendantem w międzyczasie pozostał płk. Kazimierz Rumsza (Litwin).
K. Zaleski wraz z wieloma harcerzami i żołnierzami składał wizyty w drużynach na terenie Syberii Wschodniej i na Dalekim Wschodzie. Wszędzie zalecali harcerzom, opiekę nad bezdomnymi dziećmi, głodnymi i chorymi. Aktywiści harcerscy dotarli nawet do Mandżurii, Władywostoku, do Harbina, gdzie był wydawany „Harcerz Polski w Azji”. W pasie mandżurskim, dzierżawionym w Chinach, przez Rosję (kolei Wychodnio-Chińskiej do Władywostoku) naturalnym zapleczem dla działalności harcerskiej były liczne rodziny kolejarzy z Królestwa Polskiego, które przybyły tu z własnej woli zachęcone wysokimi zarobkami.
Bogaty Władywostok miał swoich miejscowych opiekunów i organizatorów ruchu harcerskiego. Byli nimi dr Józef Jakóbkiewicz, lekarz sanitarny współpracujący ze Stacją Sanitarną anty dżumową w Czycie;, Anna Bielkiewiczowa, prezes Polskiego Komitetu Ratunkowego; Wieńczysław Piotrowski, dr med. Stanisław Tomaszewski. Ci ludzie uratowali od śmierci głodowej setki polskich dzieci w tym i harcerzy. Poważny udział w ratowaniu dzieci miała cesarzowa japońska, z którą harcerze i Polski Komitet Ratunkowy byli w kontakcie.
Wraz z pojawieniem się Armii Czerwonej na Syberii, wojska koalicyjne współpracujące z kontrrewolucją antybolszewicką, stacjonujące na Syberii dostały rozkaz ewakuacji w kierunku Władywostoku. 5 Dywizja i jej harcerze nie byli w stanie opuścić w całości Syberii. 5 Dywizja Syberyjska na trasie Kolei Transsyberyjskiej została zatrzymana wraz z harcerzami w pobliżu Krasnojarska. Bolszewicy poniżali i doprowadzali naszych rodaków do obłędu. 10 stycznia 1920 r. żołnierze i ideowi polscy karcerze, dostali się do niewoli.